# Tượng

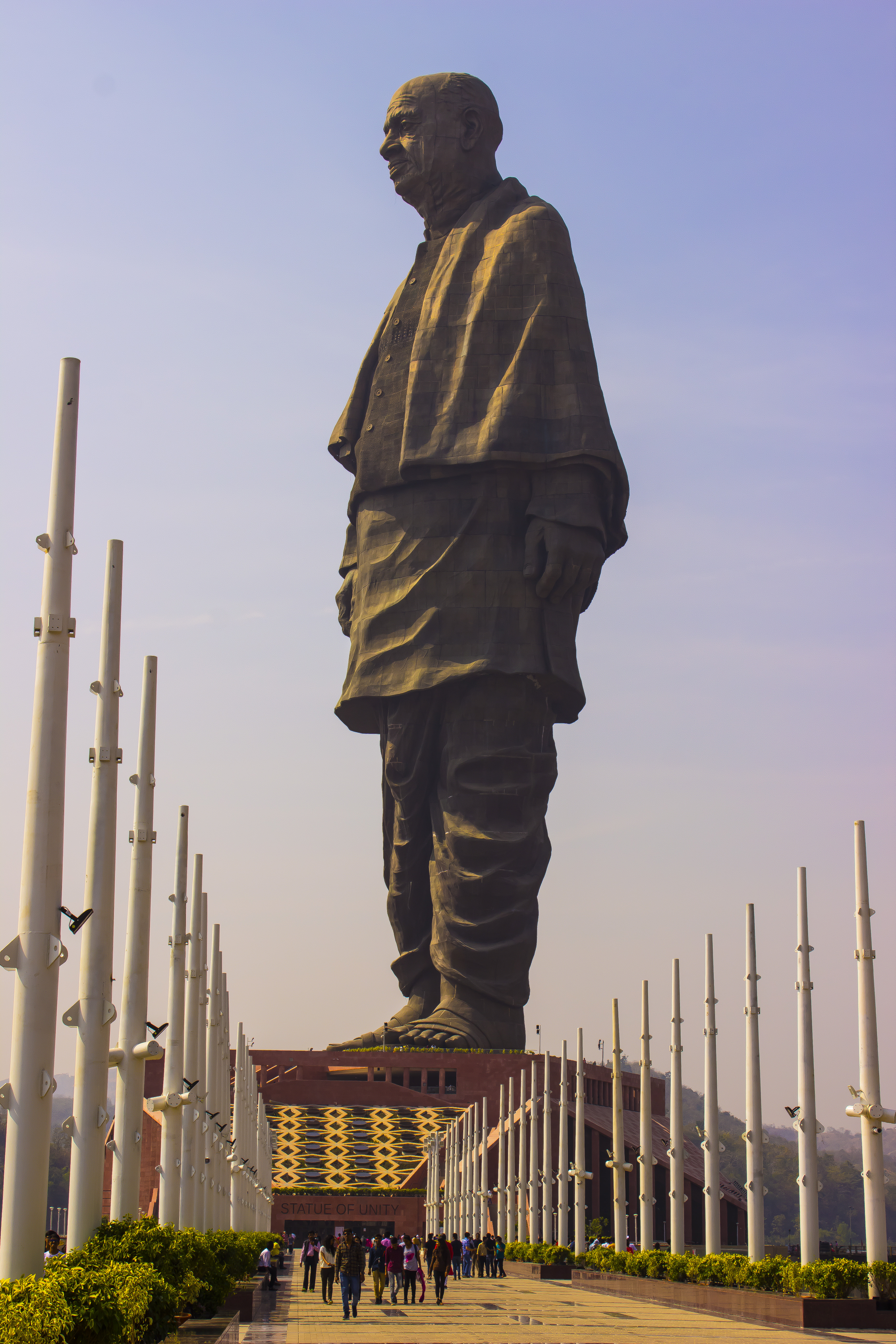
Tượng Thống nhất (2018) là bức tượng cao nhất thế giới, tọa lạc tại Gujarat, Ấn Độ.

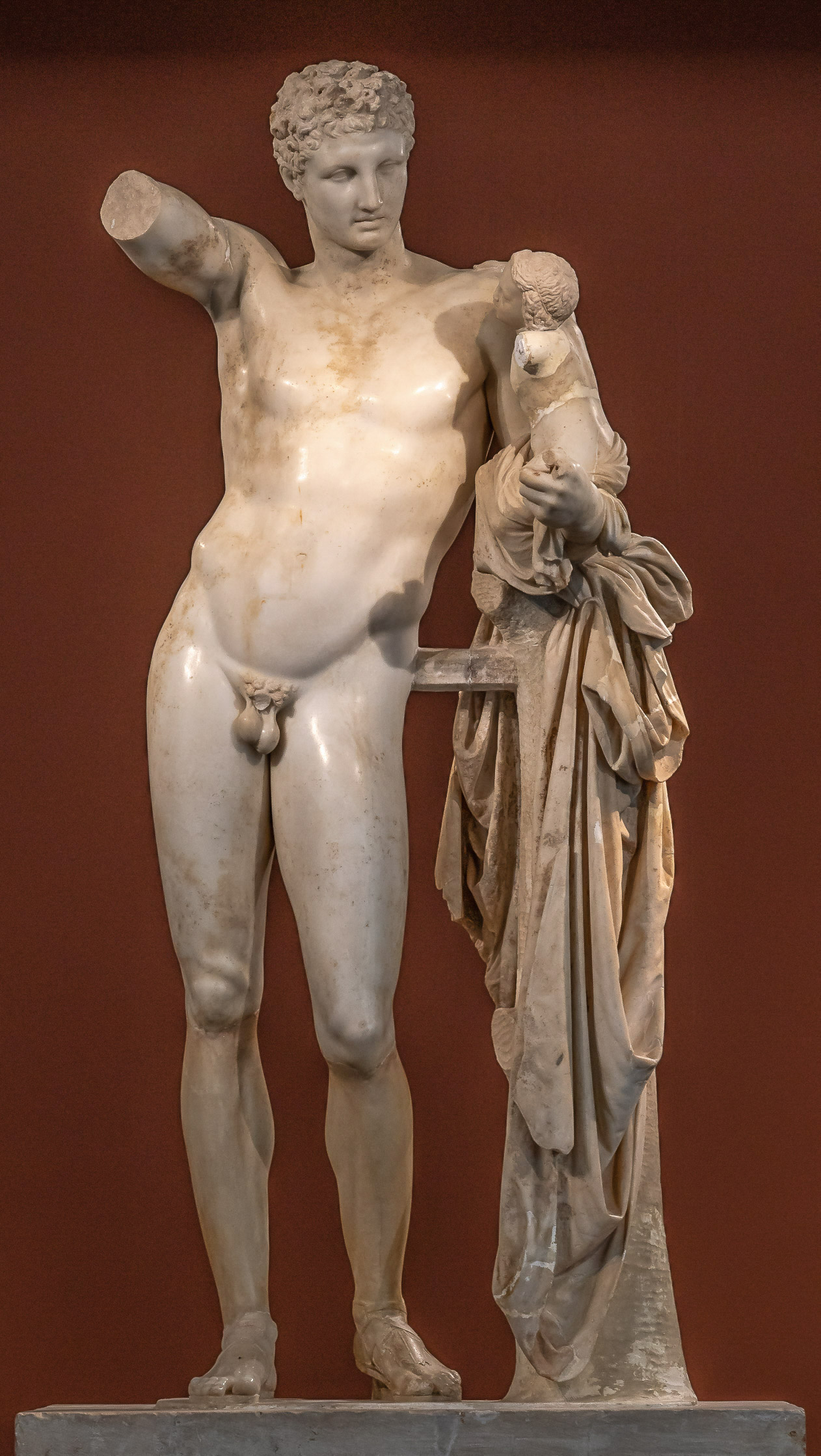
Hermes và cậu bé Dionysus là bức tượng do Praxiteles tạo ra vào thế kỷ thứ 4 trước Công nguyên. Hiện nay, bức tượng này được trưng bày tại Bảo tàng Khảo cổ học Olympia ở Hy Lạp.

Tượng là tác phẩm điêu khắc thể hiện toàn thân người hoặc động vật với hình dáng và chi tiết chân thực. Tượng thường làm từ các vật liệu bền như gỗ, kim loại hoặc đá, và có thể đứng độc lập trong không gian.
Tượng đã có mặt trong nhiều nền văn hóa từ thời tiền sử đến nay, với bức tượng cổ nhất khoảng 30.000 năm tuổi. Tượng thường thể hiện hình ảnh con người hoặc động vật, có thể là nhân vật có thật hoặc trong các câu chuyện thần thoại. Nhiều bức tượng được đặt ở những nơi công cộng như một phần của nghệ thuật. Tượng cao nhất thế giới là Tượng Thống nhất, cao 182 mét (597 ft), nằm gần đập Narmada ở Gujarat, Ấn Độ.
Tại Việt Nam, tượng có vai trò quan trọng trong văn hóa và nghệ thuật, đặc biệt là "tượng Phật" và "tượng các nhân vật lịch sử". Những bức tượng thường thấy ở chùa chiền, đền miếu và các khu tưởng niệm, mang đậm nét truyền thống và tâm linh của dân tộc. Tượng ở Việt Nam không chỉ là tác phẩm nghệ thuật mà còn thể hiện tín ngưỡng và lòng tôn kính đối với tổ tiên và các vị anh hùng.

## Màu sắc
Các bức tượng cổ thường thể hiện bề mặt tự nhiên của vật liệu tạo nên chúng. Nhiều người tin rằng nghệ thuật cổ điển Hy Lạp gắn liền với tượng đá cẩm thạch trắng, nhưng thực tế nhiều bức tượng từng được sơn màu rực rỡ. Theo thời gian, màu sắc đã mờ dần hoặc bị mất trong quá trình làm sạch, nhưng vẫn còn những dấu vết nhỏ có thể nhận ra.
Năm 2008, một triển lãm lưu động trưng bày 20 bản sao tượng Hy Lạp và La Mã có màu, cùng với 35 bức tượng và tác phẩm chạm nổi gốc, đã diễn ra tại châu Âu và Hoa Kỳ với tên gọi Gods in Color: Painted Sculpture of Classical Antiquity (tạm dịch: Thần trong sắc màu: Điêu khắc có màu của thời cổ đại).
Các chi tiết như việc sơn phủ một hay hai lớp, độ mịn của bột màu hoặc loại chất kết dính được sử dụng để giữ màu đều ảnh hưởng đến diện mạo cuối cùng của tác phẩm, nhưng hiện vẫn chưa rõ chính xác. Richter cho rằng tất cả tượng đá thời Hy Lạp cổ, dù là đá vôi hay đá cẩm thạch, đều được sơn một phần hoặc toàn bộ.
Tượng thời Trung cổ cũng thường có màu sắc và một số vẫn giữ lại được màu gốc. Tuy nhiên, trong thời Phục hưng, việc sơn tượng không còn phổ biến nữa vì những bức tượng cổ điển được khai quật, vốn đã mất màu, được coi là mẫu mực cho nghệ thuật.

## Lịch sử

### Thời tiền sử

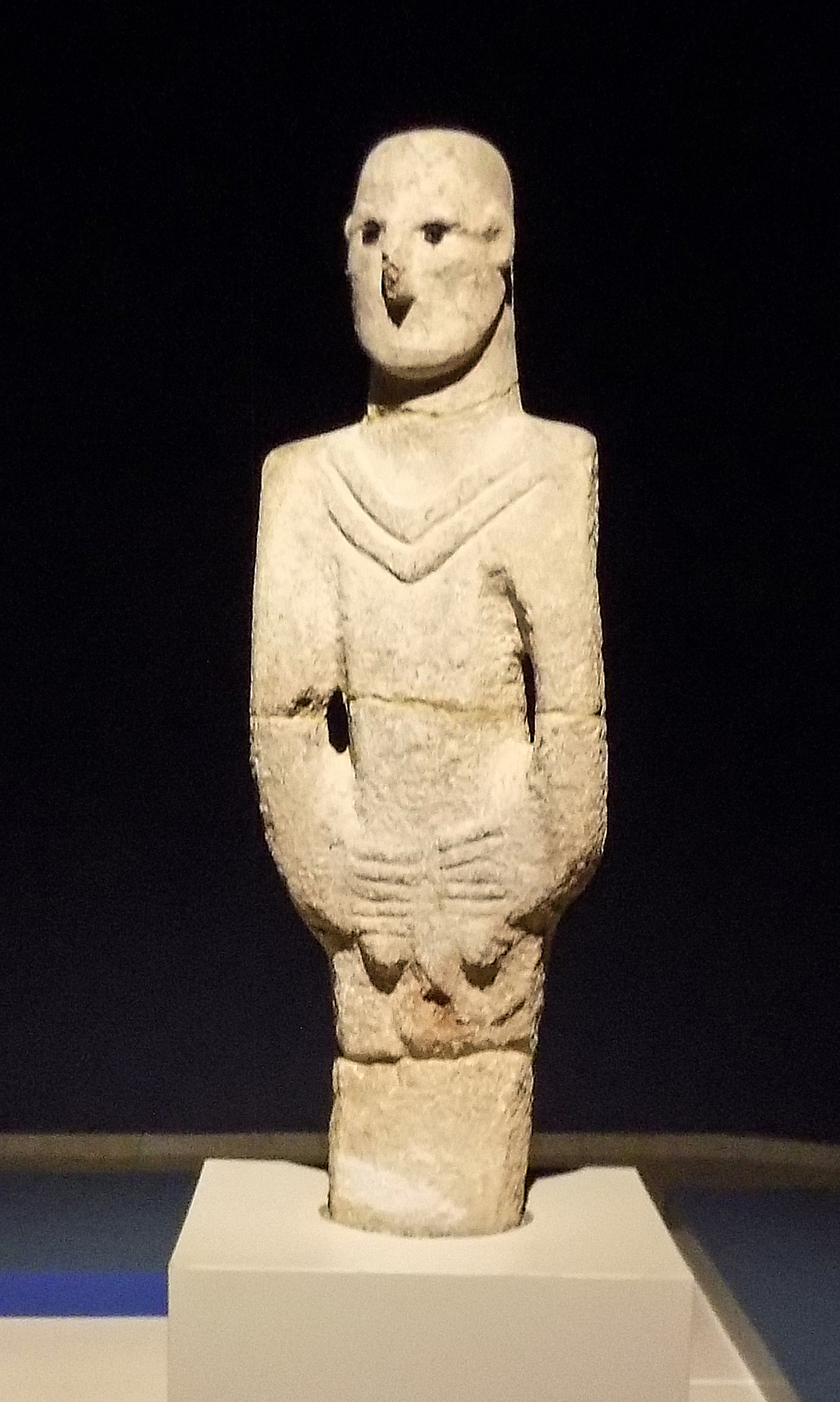
Tượng Người Urfa bằng đá sa thạch, cao 1,80 mét (5 ft 11 in), tạo ra khoảng năm 9.000 TCN và hiện đang được trưng bày tại Bảo tàng Şanlıurfa.

Tượng Venus Berekhat Ram là một viên sỏi có hình dạng giống con người, tìm thấy ở phía bắc Israel, với tuổi đời ít nhất 230.000 năm. Đây được coi là tượng nhỏ lâu đời nhất. Tuy nhiên, các nhà nghiên cứu vẫn đang tranh cãi về việc hình dạng của nó có phải do tự nhiên xói mòn hay do người tiền sử tạo nên.  Tượng thần Vệ nữ Tan-Tan là một vật có hình dạng giống con người, được tìm thấy ở Morocco. Nhiều người cho rằng đây cũng là một tượng nhỏ cổ xưa.
Tượng Löwenmensch và tượng thần Vệ nữ Hohle Fels đến từ Đức là những bức tượng nhỏ lâu đời nhất thế giới đã được xác nhận, có niên đại khoảng 35.000 đến 40.000 năm.
Bức tượng kích thước người thật lâu đời nhất được biết đến là Urfa Man, phát hiện ở Thổ Nhĩ Kỳ, có niên đại khoảng 9.000 năm trước Công nguyên.

### Thời hiện đại
Từ khoảng năm 1900, bắt đầu với tác phẩm của Maillol, hình dáng con người trong các bức tượng dần rời xa các trường phái hiện thực đã được theo đuổi hàng ngàn năm. Trường phái Vị lai và Lập thể đẩy mạnh sự thay đổi này, khiến các bức tượng, dù vẫn được coi là tượng người, chỉ còn giữ mối liên hệ cơ bản nhất với hình dạng con người. Đến những năm 1920 và 1930, các bức tượng trở nên hoàn toàn trừu tượng trong cả thiết kế và cách thể hiện.
Quan niệm rằng vị trí móng ngựa trong các bức tượng cưỡi ngựa cho biết nguyên nhân cái chết của người cưỡi đã bị phủ nhận là không đúng.